# Karate ai Giochi mondiali 2022 - Kata maschile
La gara di kata maschile di Karate ai Giochi mondiali 2022 si è svolta l'8 luglio 2022 a Birmingham.

## Risultati

### Fase preliminare

#### Pool A
| Pos | Atleta         | G | W | L | PF    | PA    | PD    |
| --- | -------------- | - | - | - | ----- | ----- | ----- |
| 1   | Kazumasa Moto  | 3 | 3 | 0 | 78.54 | 72.60 | +5.94 |
| 2   | Gakuji Tozaki  | 3 | 2 | 1 | 76.80 | 73.92 | +2.88 |
| 3   | Roman Heydarov | 3 | 1 | 2 | 70.92 | 76.28 | −5.36 |
| 4   | Héctor Cención | 3 | 0 | 3 | 72.52 | 75.98 | −3.46 |

#### Pool B
| Pos | Atleta          | G | W | L | PF    | PA    | PD    |
| --- | --------------- | - | - | - | ----- | ----- | ----- |
| 1   | Damián Quintero | 3 | 3 | 0 | 77.42 | 74.26 | +3.16 |
| 2   | Mattia Busato   | 3 | 2 | 1 | 75.48 | 74.76 | +0.72 |
| 3   | Antonio Díaz    | 3 | 1 | 2 | 73.78 | 75.52 | −1.74 |
| 4   | Yuki Ujihara    | 3 | 0 | 3 | 73.46 | 75.60 | −2.14 |

### Fase finale
|  | Semifinali      | Semifinali      | Semifinali      |                 |               | Finale            | Finale            | Finale            |  |
|  |                 |                 |                 |                 |               |                   |                   |                   |  |
|  | Mattia Busato   | Mattia Busato   | 25.52           |                 |               |                   |                   |                   |  |
|  | Mattia Busato   | Mattia Busato   | 25.52           |                 |               |                   |                   |                   |  |
|  | Kazumasa Moto   | Kazumasa Moto   | 27.12           |                 |               |                   |                   |                   |  |
|  | Kazumasa Moto   | Kazumasa Moto   | 27.12           |                 | Kazumasa Moto | Kazumasa Moto     | 26.60             |                   |  |
|  |                 |                 |                 |                 | Kazumasa Moto | Kazumasa Moto     | 26.60             |                   |  |
|  |                 |                 | Damián Quintero | Damián Quintero | 26.26         |                   |                   |                   |  |
|  | Gakuji Tozaki   | Gakuji Tozaki   | Damián Quintero | Damián Quintero | 26.26         | 25.86             |                   |                   |  |
|  | Gakuji Tozaki   | Gakuji Tozaki   |                 |                 |               | 25.86             |                   |                   |  |
|  | Damián Quintero | Damián Quintero | 26.26           |                 |               | Finalina 3º posto | Finalina 3º posto | Finalina 3º posto |  |
|  | Damián Quintero | Damián Quintero | 26.26           |                 |               |                   |                   |                   |  |
|  |                 |                 |                 |                 |               |                   |                   |                   |  |
|  |                 |                 |                 |                 |               | Mattia Busato     | Mattia Busato     | 25.92             |  |
|  |                 |                 |                 |                 |               | Mattia Busato     | Mattia Busato     | 25.92             |  |
|  |                 |                 |                 |                 |               | Gakuji Tozaki     | Gakuji Tozaki     | 26.20             |  |